# El cielo puede esperar (álbum)
El Cielo Puede Esperar es el segundo álbum de estudio de la banda argentina de Punk rock Attaque 77, publicado en 1990 por Radio Trípoli. Este es uno de los discos más exitosos de la banda. La canción más difundida del disco es «Hacelo por mí». También contiene otras tres canciones que son himnos entre los seguidores de la banda: «Espadas y serpientes», «El cielo puede esperar» y «Donde las águilas se atreven».

## Detalles
Producido por Juanchi Baleiron y grabado entre agosto y septiembre de 1990 en Estudios Aguilar. La presentación del disco fue en el estadio Obras el 5 y 6 de octubre de 1991, llegando a ser el primer disco de oro en su corta trayectoria. Federico Pertusi abandona la banda debido a los problemas de alcohol y Attaque 77 queda como trío por unos momentos. Luego, en el Correo Argentino, donde trabajaba Ciro Pertusi, se entabla contacto con Adrián "Chino" Vera, que ocuparía el lugar de Ciro en el bajo, mientras que este reemplaza a Federico en la voz principal.
Este álbum es mucho más maduro que el disco debut y el amor ocupa un lugar central en las canciones, a excepción de las dos primeras y última canción de la placa. Ciro Pertusi mantiene el sonido de la voz de su hermano (aunque más adelante logra que su propia voz sea fácilmente reconocible). "Hacelo por mí", fue cortina del programa homónimo de TV que conducía Mario Pergolini entre 1991 y 1993 en Canal 9, hecho que incluso los lleva a firmar un gran contrato con una discográfica multinacional. "Hacelo por mí" está considerada en el #45 de la lista «Las 100 mejores canciones del Rock Argentino», mientras que en la lista VH1 de «Las 100 mejores canciones en español», ocupa el puesto #8. Esa canción fue el primer éxito categórico de Attaque 77. La banda sufrió un golpe de fama excesiva que no le hizo nada bien. "Donde las águilas se atreven" y "Hacelo por mí"  acabarían teniendo un video de difusión ya llegado el año 1991 cuando estaba a punto de lanzarse el primer disco en vivo grabado en las presentaciones en el Estadio Obras.

## Lista de canciones
| #  | Canción                      | Intérprete original y/o compositores | Duración |
| -- | ---------------------------- | ------------------------------------ | -------- |
| 1  | El cielo puede esperar       | Ciro Pertusi, Martínez               | 04:14    |
| 2  | Más de un millón             | Ciro Pertusi                         | 02:35    |
| 3  | Tiempo para estar            | Ciro Pertusi                         | 03:03    |
| 4  | Solo por placer              | Ciro Pertusi, Vera                   | 03:14    |
| 5  | Vuelve a casa                | Ciro Pertusi                         | 03:14    |
| 6  | Espadas y Serpientes         | Ciro Pertusi                         | 04:28    |
| 7  | Un momento de meditación     | Ciro Pertusi, Vera                   | 02:00    |
| 8  | Hacelo por mí                | Ciro Pertusi, Martínez               | 03:49    |
| 9  | No te pudiste aguantar       | Vera                                 | 03:32    |
| 10 | Donde las águilas se atreven | Ciro Pertusi                         | 04:07    |

## Integrantes
- Ciro Pertusi - Voz
- Mariano Martínez - Guitarra y coros
- Adrián Vera - Bajo y coros
- Leo De Cecco - Batería

Músicos adicionales
- Diego Perico - Teclado

- Datos: Q5351025